# 에리스 (신화)
그리스 신화에서 에리스(고대 그리스어: Ἔρις Eris[*])는 불화와 불목, 특히 전쟁의 여신이자 의인화된 존재이며, 《일리아스》에서는 전쟁의 신 아레스의 "자매"이다. 헤시오도스에 따르면 그녀는 태초의 밤의 딸이며, 포노스(고통), 리모스(기아), 알게아(고통) 및 아테(망상)와 같은 바람직하지 않은 의인화된 추상 개념들의 긴 목록의 어머니였다. 에리스는 헤라, 아테나 그리고 아프로디테 사이에 불화를 일으켰고, 이는 파리스의 심판으로 이어져 궁극적으로 트로이 전쟁을 촉발했다. 에리스의 로마식 등가물은 디스코르디아이다. 헤시오도스에 따르면, 닉스의 딸인 에리스와는 별개로 인간에게 유익한 또 다른 에리스가 있었다.

## 어원
이 이름은 "불화, 불목"을 의미하는 명사 eris에서 유래했으며, 어간 erid-를 가지고 있고 어원은 불확실하다. 동사 ὀρίνειν orínein "들어 올리다, 휘젓다, 자극하다" 및 고유 명사 Ἐρινύες 에리니에스와의 연관성이 제안되었다. R. S. P. 비크스는 이러한 관계에 대한 강력한 증거를 찾지 못했으며, 이 이름의 원래 ι- 어간 때문에 ἐρείδω ereídō "지지하다, 받치다"에서 파생된 것을 배제한다. 왓킨스는 "분리하다, 인접하다"를 의미하는 원시 인도유럽어 뿌리 ere-에서 유래했다고 제안했다. 이 이름은 고대 그리스어에서 ἐρίζω erízō "싸우다" 및 ἔρισμα érisma "논쟁의 대상"을 포함한 여러 파생어를 낳았다.

## 가족
호메로스의 《일리아스》에서 에리스는 아레스의 "자매이자 전우"로 묘사되지만, 제프리 커크에 따르면 여기서는 그녀가 "완전히 의인화되지 않았으며", 이 계보는 "순전히 즉흥적인 묘사"이다. 일부 학자들은 이 구절을 그녀가 아레스의 부모인 제우스와 헤라의 딸임을 나타낸다고 해석한다. 그러나 헤시오도스의 《신통기》에 따르면, 에리스는 닉스(밤)의 딸이며, 닉스가 배우자 없이 낳은 많은 자녀 중 한 명이다. 에리스의 형제자매들은 모로스("운명"), 타나토스("죽음"), 모이라("운명"), 네메시스("분노"), 아파테("기만"), 게라스("노년")와 같이 에리스처럼 여러 "혐오스러운" (στυγερός) 것들을 의인화한 존재들이다.
어머니 닉스처럼 헤시오도스는 에리스를 많은 자녀(닉스의 자녀 중 유일하게 후손이 있는)의 어머니로 묘사하며, 아버지에 대한 언급은 없다. 이 자녀들 또한 불화와 다툼으로 인해 발생할 수 있다고 생각되는 다양한 불운과 해로운 것들을 의인화한 존재들이다. 에리스의 모든 자녀들은 이름의 의미를 의인화한 것 이상은 아니며, 사실상 다른 정체성은 없다. 다음 표는 헤시오도스가 언급한 에리스의 자녀들이다.
| 이름             | 고대 그리스어      | 고대 그리스어 | 일반적인 번역                | 비고 |
| 이름             | prop. n.           | com. n. sg.   | 일반적인 번역                | 비고 |
| ---------------- | ------------------ | ------------- | ---------------------------- | --- |
| 포노스           | Πόνος              | πόνος         | 고통, 노동, 고난             | 헤시오도스에 의해 "고통스러운 포노스"(Πόνον ἀλγινόεντα)라고 불렸다. 키케로는 라틴어 단어 labor의 동등한 의인화를 에레보스와 밤 (Erebo et Nocte)의 자손으로 본다. |
| 레테             | Λήθη               | λήθη          | 망각, 망각                   | 명계의 망각의 강인 레테와 연관된다. |
| 리모스           | Λιμός              | λιμός         | 기아, 굶주림, 아사           | 성별 불확실; 스파르타에서 특별히 존경받음; 로마의 파메스에 해당한다.                                                                                             |
| 알게아           | Ἄλγεα (pl.)        | ἄλγος         | 고통, 슬픔                   | 헤시오도스에 의해 "눈물 흘리는 알게아"(Ἄλγεα δακρυόεντα)라고 불렸다. 다른 곳에서는 의인화가 눈에 띄지 않는다.                                                    |
| 휘스미나이       | Ὑσμῖναι (pl.)      | ὑσμίνη        | 전투, 싸움, 전쟁             | 코인토스 스미르나이오스의 포스트호메리카에는 아킬레우스의 방패를 장식하는 휘스미나이의 모습이 있다.                                                              |
| 마카이           | Μάχαi (pl.)        | μάχη          | 전투, 전쟁                   | 다른 곳에서는 의인화가 눈에 띄지 않는다. |
| 포노이           | Φόνοι (pl.)        | φόνος         | 살인, 학살                   | 헤시오도스, 《헤라클레스의 방패》에는 헤라클레스의 방패를 장식하는 포노스(단수)의 모습이 있다.                                                                   |
| 안드로크타시아이 | Ἀνδροκτασίαι (pl.) | ἀνδροκτασία   | 살인, 살인, 사람 죽이기      | 헤시오도스, 《헤라클레스의 방패》에는 헤라클레스의 방패를 장식하는 안드로크타시아(단수)의 모습이 있다.                                                           |
| 네이케아         | Νείκεά (pl.)       | νεῖκος        | 싸움                         | 다른 곳에서는 의인화가 눈에 띄지 않는다. |
| 프세우데아       | Ψεύδεά (pl.)       | ψεῦδος        | 거짓말, 허위                 | 다른 곳에서는 의인화가 눈에 띄지 않는다. |
| 로고이           | Λόγοi (pl.)        | λόγος         | 이야기, 이야기, 말           | 다른 곳에서는 의인화가 눈에 띄지 않는다. |
| 암필로기아이     | Ἀμφιλλογίαι (pl.)  | ἀμφιλογία     | 분쟁, 불분명한 말            | 다른 곳에서는 의인화가 눈에 띄지 않는다. |
| 뒤스노미아       | Δυσνομία           | δυσνομία      | 무법, 나쁜 통치, 무정부 상태 | 아테네의 정치가 솔론은 뒤스노미아를 이상적인 정부의 의인화인 에우노미아와 대비시켰다:                                                                            |
| 아테             | Ἄτη                | ἄτη           | 망상, 무모함, 어리석음, 파멸 | 그녀는 제우스가 헤라의 속임수에 눈이 멀어 헤라클레스의 출생권을 빼앗기게 된 것에 대해 제우스에 의해 올림푸스에서 추방당했다.                                     |
| 호르코스         | Ὅρκος              | ὅρκος         | 맹세                         | 위증을 하는 모든 사람에게 가해지는 저주. |

## 파리스의 심판

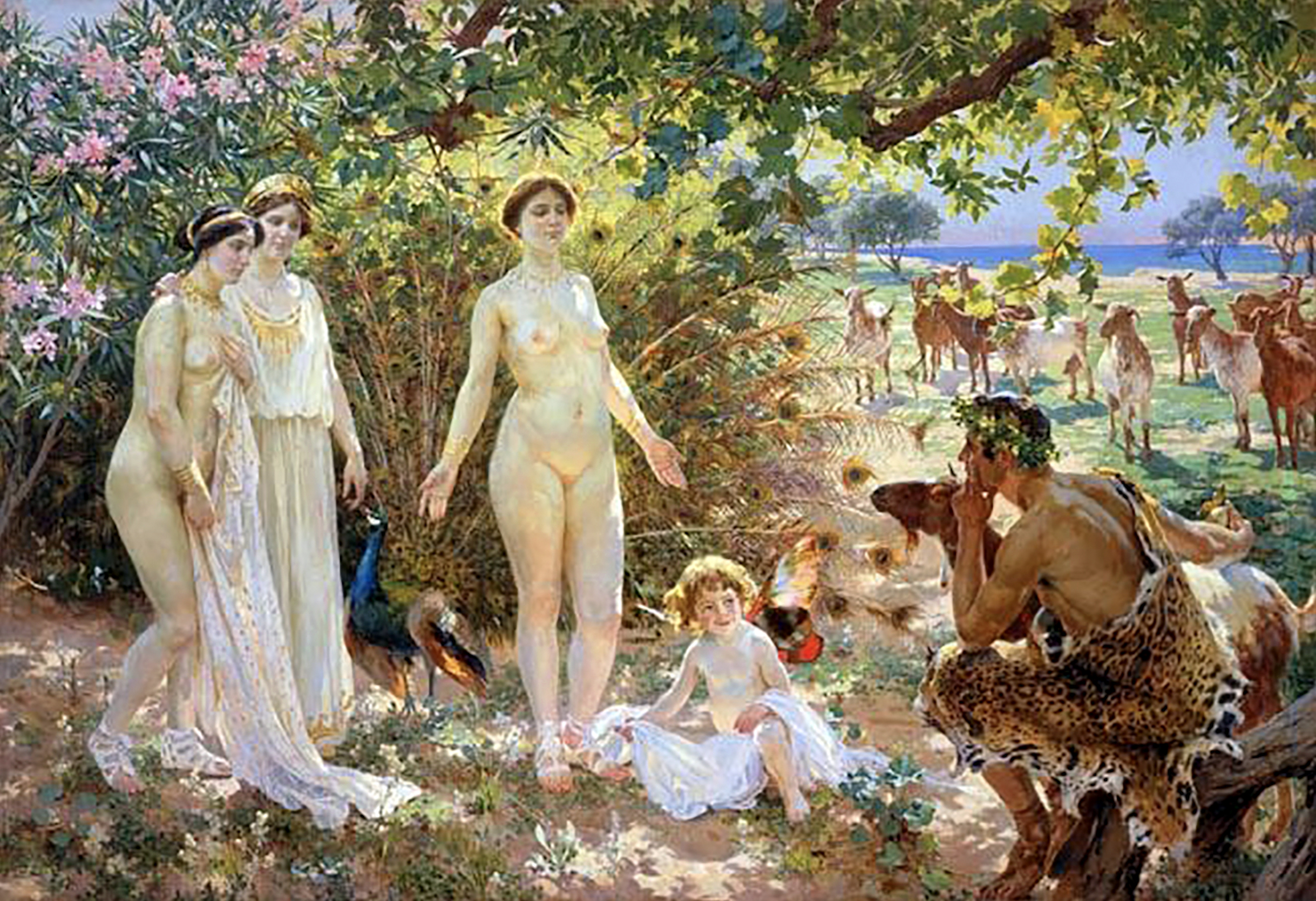
파리스의 심판 by 엔리케 시모네, 1904

에리스는 중요한 신화 중 하나에서 결정적인 역할을 한다. 그녀는 헤라, 아테나, 아프로디테 세 그리스 여신들 간의 불화를 촉발시켰고, 이 불화는 파리스의 심판으로 해결되었으며, 이는 파리스의 헬레네 납치와 트로이 전쟁 발발로 이어졌다. 이야기가 전해지듯이, 에리스를 제외한 모든 신들이 펠레우스와 테티스의 결혼식에 초대되었다. 그녀는 어쨌든 참석했지만 입장을 거부당했다. 분노한 그녀는 결혼식 하객들 사이에 "가장 아름다운 자에게"라고 새겨진 황금 사과를 던졌고, 세 여신이 각자 이를 주장했다.
호메로스는 파리스의 심판을 암시하지만, 에리스에 대한 언급은 없다. 이 이야기의 기록은 트로이 전쟁 전체를 다루는 서사시환의 시 중 하나인 《퀴프리아》에 기록되어 있다. 《퀴프리아》는 서사시환의 첫 번째 시로, 서사시환의 두 번째 시인 《일리아스》에서 일어나는 사건들에 선행하는 사건들을 묘사한다. 현재는 소실된 《퀴프리아》의 산문 요약에 따르면, 에리스는 제우스와 테미스의 계획에 따라 트로이 전쟁을 일으키기 위해 행동하며, 펠레우스와 테티스(후에 아킬레우스의 부모가 됨)의 결혼 잔치에 참석한 세 여신들 사이에 "아름다움" (아마도 세 여신 중 누가 가장 아름다운지에 대한)을 놓고 nekios ('불화')를 조장한다. 분쟁을 해결하기 위해 제우스는 세 여신에게 이다산으로 가서 파리스의 심판을 받으라고 명령한다. 파리스는 아프로디테가 자신을 선택하는 대가로 헬레네를 제안하자 그녀를 선택한다.
기원전 5세기 극작가 에우리피데스는 파리스의 심판을 여러 번 묘사하지만 에리스나 사과에 대한 언급은 없다. 나중의 기록에는 불화의 사과와 같은 세부 사항이 포함되는데, 이는 《퀴프리아》에서 유래했을 수도 있고 아닐 수도 있다. 기원전 1세기에서 기원후 2세기 후반 사이에 작성된 히기누스의 《파불라이》에 따르면, 에리스를 제외한 모든 신들이 결혼식에 초대되었다. 그럼에도 불구하고 그녀는 결혼 잔치에 왔고, 입장이 거부되자 "가장 아름다운 자에게"라는 글귀가 새겨진 사과를 문을 통해 던져 불화를 일으켰다. 풍자작가 루키안(fl. 2세기 AD)은 에리스의 사과가 "순금"이며 "미의 여왕에게"(<lang|grc|ἡ καλὴ λαβέτω}})라는 글귀가 새겨져 있었다고 전한다.

## 전쟁의 불화
에리스는 불화, 특히 전쟁과 관련된 불화를 의인화한다. 호메로스의 《일리아스》에서 에리스는 아테나의 전투 아이기스와 아킬레우스의 방패에 묘사되어 있으며, 아이기스에서는 다른 전쟁 관련 의인화된 존재들인 포보스("도주"), 알케("용기"), 이오케("돌격")와 함께, 방패에서는 퀴도이모스("혼란")와 케르("운명")와 함께 나타난다. 마찬가지로 헤시오도스의 《헤라클레스의 방패》에서는 헤라클레스의 방패에 에리스가 포보스, 퀴도이모스, 케르뿐만 아니라 다른 전쟁 관련 의인화된 존재들인 프로이오시스("추격"), 팔리옥시스("집결"), 호마도스("혼란"), 포노스("살인"), 안드로크타시아("학살")와 함께 묘사되어 있다. 여기에서 에리스는 포보스("공포")의 머리 위를 날아다니는 것으로 묘사된다:
가운데에는 아다만트로 만들어진 공포가 있었고, 말할 수 없이 불꽃처럼 빛나는 눈으로 뒤를 노려보고 있었다. 그의 입은 흰 이빨로 가득 차 있었고, 끔찍하고 무시무시했다. 그리고 그의 험악한 이마 위로는 무시무시한 불화가 날아다니며, 인간들의 전투를 준비하고 있었다—잔인한 그녀는 제우스의 아들 헤라클레스에게 공개적으로 전쟁을 벌이는 모든 인간의 마음과 감각을 빼앗아갔다.— 헤시오도스, 헤라클레스의 방패 144–150; translation by 글렌 W. 모스트

에리스는 《일리아스》의 여러 전투 장면에도 등장한다. 그러나 아폴론, 아테나, 다른 올림포스 신들과 달리 에리스는 적극적인 전투에 참여하거나 전쟁에서 어느 한쪽 편을 들지 않는다. 《일리아스》에서 그녀의 역할은 "군대를 동원하는 자"로, 양군이 서로 싸우도록 부추긴다. 4권에서 그녀는 처음에 머리를 숙이고 있다가 곧 하늘로 머리를 치켜드는 신들(아레스, 아테나, 데이모스("공포"), 포보스("도주")와 함께) 중 하나로, 군대를 전투로 이끈다:
그리고 트로이군은 아레스에게, 아카이아족은 번쩍이는 눈의 아테나와 공포, 도주, 그리고 끊임없이 맹렬한 불화, 인간 살해자 아레스의 자매이자 전우에게 부추겨졌다. 그녀는 처음에는 머리만 약간 치켜세우지만, 곧 그녀의 머리는 하늘에 닿고 발은 땅을 밟는다. 바로 그녀가 무리 사이를 지나며 그들 한가운데에 사악한 불화를 던져 넣어, 인간들의 신음을 증폭시켰다.— 호메로스, 일리아스 4.439–445; translation by A. T. Murray, revised by William F. Wyatt

그녀는 5권에서도 "군대를 동원하는 자"의 역할로 나타나며, 다시 11권에서는 제우스가 에리스를 보내 소리쳐 그리스 군대를 동원한다:
제우스는 아카이아족의 빠른 배들로 불화를 보냈다. 끔찍한 불화는 손에 전쟁의 징조를 들고 있었다. 그녀는 오디세우스의 검은 배 옆에 서 있었다. 그 배는 선체가 거대했고, 양 끝, 즉 텔라몬의 아들 아이아스의 오두막과 아킬레우스의 오두막 모두에 외침이 닿을 수 있는 중앙에 있었다. 그들은 용기와 손의 힘을 믿고 아름다운 배들을 가장 멀리 떨어진 끝에 정박시켰다. 거기서 여신은 서서 크고 무시무시한 외침, 즉 날카로운 전쟁의 비명을 질렀고, 아카이아족 각자의 마음에 전쟁과 끊임없는 전투에 대한 힘을 불러일으켰다. 그리고 그들에게 곧 전쟁은 자신들의 속이 빈 배를 타고 사랑하는 고국으로 돌아가는 것보다 더 달콤해졌다.— 호메로스, 일리아스 11.3–14; translation by A. T. Murray, revised by William F. Wyatt

그녀의 살육욕은 끝이 없다. 11권 후반부에서 그녀는 전쟁터를 떠나는 마지막 신으로, 자신이 일으킨 싸움을 보며 기뻐한다. 5권에서는 그녀가 끊임없이 맹렬히 날뛰는 것으로 묘사된다.
헤시오도스 또한 에리스를 전쟁과 연관시킨다. 그의 《일과 날》에서 그는 에리스가 "사악한 전쟁과 갈등을 조장한다"고 말한다. 그리고 그의 《신통기》에서는 휘스미나이(전투)와 마카이(전쟁)가 그녀의 자녀로 나온다.

## 또 다른 에리스
닉스(밤)의 딸인 에리스 외에도, 헤시오도스는 그의 《일과 날》에서 또 다른 에리스를 언급한다. 그는 둘을 대조하는데, 전자는 "비난받을 만한" 존재로 "사악한 전쟁과 갈등을 조장"하는 반면, 후자는 "칭찬받을 만한" 존재로 제우스가 유익한 경쟁을 조장하기 위해 창조했다고 한다:
결국 불화의 탄생은 하나뿐이 아니었다. 이 땅에는 두 가지 불화가 있다. 이들 중 하나는 사람이 알게 되면 칭찬할 만하지만, 다른 하나는 비난받을 만하며, 그들은 완전히 반대되는 영혼을 가지고 있다. 전자는 사악한 전쟁과 갈등을 조장한다—잔인한 자, 아무도 그를 사랑하지 않지만, 불멸자들의 계획에 따라 압제적인 불화를 존경해야만 한다. 그러나 다른 하나는 음울한 밤이 먼저 낳았다. 그리고 하늘에 사는 높은 보좌에 앉은 크로노스의 아들이 그것을 땅의 뿌리에 두었으니, 이는 인간에게 훨씬 더 좋다. 그것은 무력한 사람조차도 일하게 만든다. 일하지 않는 사람이 다른 사람, 즉 쟁기질하고 씨를 뿌리고 집을 정리하러 서두르는 부유한 사람을 보면, 그는 그를 부러워한다. 부로 향해 서두르는 이웃을 부러워하는 것이다. 그리고 이 불화는 필멸자에게 유익하다.— 헤시오도스, 일과 날 11–24; translation by 글렌 W. 모스트

## 다른 언급
안토니노스 리베랄리스는 그의 《변신 이야기》에서 에리스를 폴리테크노스와 아이돈의 이야기에 포함시키는데, 이들은 서로 헤라와 제우스보다 더 사랑한다고 주장했다. 이 때문에 헤라가 화가 나서 에리스를 보내 그들에게 불화를 일으키게 했다. 에리스는 코인토스 스미르나이오스의 《포스트호메리카》에서 여러 번 언급되는데, 이 작품은 《일리아스》의 끝과 그의 《오디세이아》의 시작 사이의 기간을 다룬다. 《일리아스》에서와 마찬가지로, 《포스트호메리카》의 에리스는 갈등의 선동자이며, 편을 들지 않고, 소리치며, 전투의 학살을 즐긴다. 에리스는 논노스의 《디오니시아카》에도 언급된다. 제우스와 티폰 간의 대서사적 대결 시작 부분에서 논노스는 니케가 제우스를 전투로 이끌고 에리스가 티폰을 이끌게 하며, 다른 구절에서는 에리스가 전쟁의 여신 에뉘오와 함께 전투의 양측에 "소란"을 가져온다고 한다.

## 도상학
예술에서 에리스를 확실하게 묘사한 작품은 거의 없다. 그녀의 가장 초기 모습(기원전 6세기 중반)은 키프셀로스 상자와 흑색상, 컵의 토노(베를린 F1775)에서 발견된다. 지리학자 파우사니아스는 상자에서 에리스가 아이아스와 헥토르가 싸우는 사이에 서 있는 "가장 혐오스러운"(aischistê) 여자로 묘사된 것을 보았다고 설명한다. 컵에서는 그녀가 날개와 날개 달린 샌들을 제외하고는 평범한 여성의 모습으로 묘사되어 있다.
기원전 5세기 후반부터는 적색상 칼릭스 크라테르의 상단부에 에리스와 테미스가 서로 마주 보고 활발한 토론을 하는 모습이 묘사되어 있으며, 하단부에는 파리스의 심판이 묘사되어 퀴프리아에서 전해지는 사건에서 에리스의 역할을 확인시켜 준다.

## 갤러리

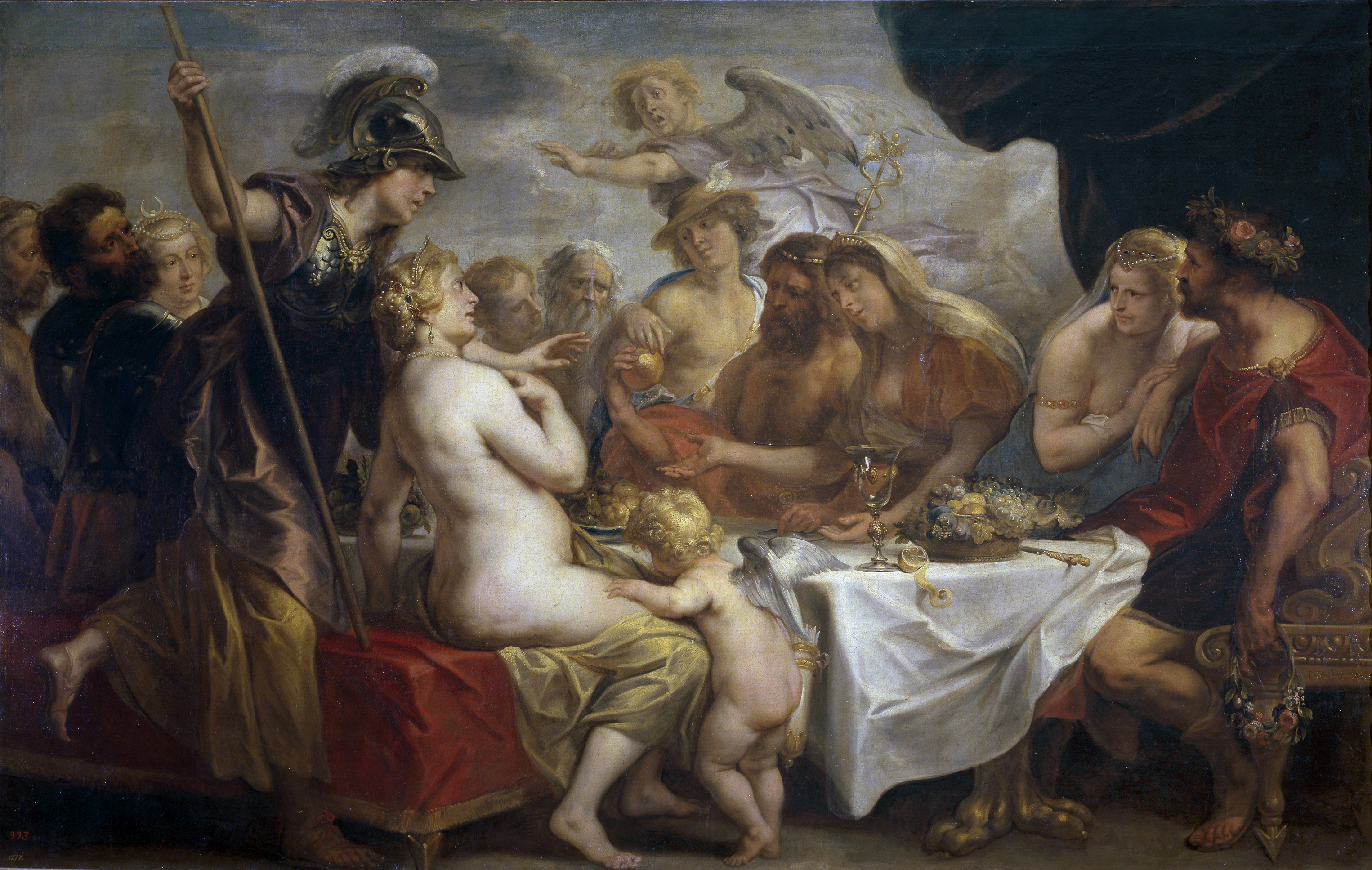
야코프 요르단스의 불화의 사과, 1633년
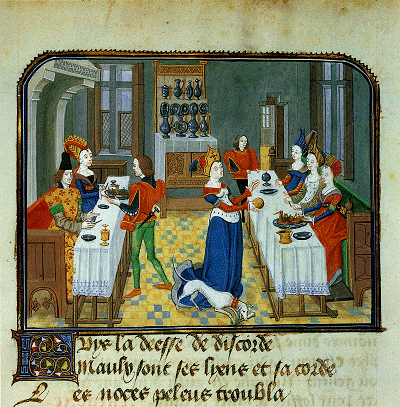
장 미엘로의 크리스틴 드 피장 《오테아의 서한》에서 펠레우스와 테티스의 결혼식에 에리스가 그려진 삽화  1460년c.
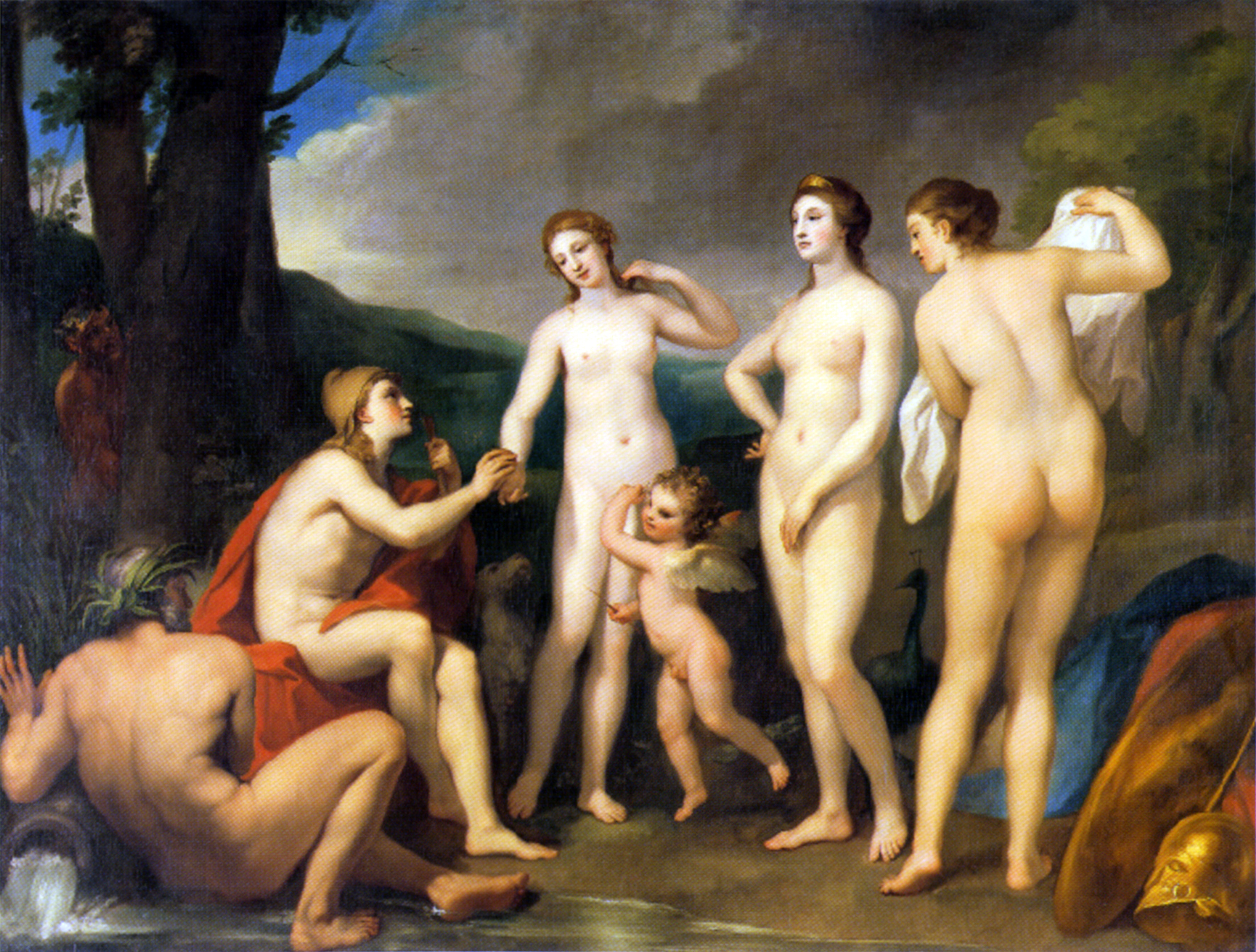
안톤 라파엘 멩스의 《파리스의 심판》,  1757년c.

## 문화적 영향
고전 동화 "잠자는 숲속의 미녀"는 펠레우스와 테티스의 결혼식에서 에리스의 역할을 참조하는 것으로 보인다. 에리스와 마찬가지로 악의적인 페어리가 공주의 세례식에 초대받지 못하자 공주에게 저주를 내린다.
에리스는 현대 디스코드주의 종교의 주요 숭배 대상이다. 이 종교는 1957년 두 학교 친구인 그레고리 힐과 케리 웬델 손리에 의해 "부조리한 농담"으로 발명되었다. 힐과 손리 등이 쓴 이 종교의 풍자적 텍스트인 《프린키피아 디스코르디아》에 신화화된 바에 따르면, 에리스는 밤샘 볼링장에서 침팬지의 모습으로 힐과 손리에게 (분명히) 말을 걸었다.
"불화와 혼돈의 여신" 에리스는 애니메이션 TV 시리즈 《빌리와 맨디의 무시무시한 모험》에서 반복적으로 등장하는 적대자이며, "불화의 사과"를 휘두르는 버릇없고 부유한 여성으로 묘사된다.
마찬가지로, 악의적인 "불화와 혼돈의 여신" 에리스는 드림웍스의 2003년 애니메이션 영화 《신밧드: 7대양의 전설》에서 신드바드와 그의 동료들에 맞서는 주요 적대자이다.
왜행성 에리스는 2006년 이 그리스 여신의 이름을 따서 명명되었다.
2019년 뉴질랜드 나방 종 Ichneutica eris는 에리스를 기리기 위해 명명되었다.

## 같이 보기
- 에리스틱

## 내용주
1. ↑  Brown, s.v. Eris; Nünlist, s.v. Eris; Grimal, s.v. Eris; Tripp, s.v. Eris; Smith, s.v. Eris.
2. 1 2  R. S. P. Beekes (2009). 《Etymological Dictionary of Greek》. Brill. 459쪽.
3. ↑  하퍼, 더글러스. “Eris”. 《온라인 어원 사전》.
4. ↑  호메로스, 일리아스 4.440–441.
5. ↑  Kirk, pp. 380–381. On the use of 'sister' (κασιγνήτη) and 'comrade' (ἑτάρη) alongside one another in this passage, see Coray, Krieter-Spiro, and Visser, pp. 197–198, and on the textual difficulties with this and adjacent passages, see Kirk, pp. 381–382. Nünlist, s.v. Eris, characterises this genealogy as "allegorical", and Gantz, p. 9 cites the passage as an example of Eris being "just a personification of her name".
6. ↑  Bell, p. 188; Parada, s.v. Eris.
7. ↑  Gantz, pp. 4–5; 헤시오도스, 신통기 223–225.
8. ↑  Hard, pp. 30–31; Gantz, p. 5; 헤시오도스, 신통기 226–232.
9. ↑  Gantz, p. 10, which notes the possible exception of Ate.
10. ↑  헤시오도스, 신통기 226–232.
11. ↑  LSJ s.v. πόνος.
12. ↑  Most 2018a, p. 21; Hard, p. 31
13. ↑  Gantz, p. 10.
14. ↑  Caldwell, p. 40 on 212–232. In ancient Greek the word ponos which meant 'hard work' could also mean 'hardship, 'suffering', 'distress' or 'trouble', see The Cambridge Greek Lexicon, s.v. πόνος 1, 3; compare LSJ, s.v. πόνος. For the ancient Greeks' negative associations regarding ponos, see Millett, s.v. labour; Cartledge, s.v. industry, Greek and Roman.
15. ↑  헤시오도스, 신통기 226.
16. ↑  Thurmann, s.v. Ponos; 키케로, 신성론 3.44.
17. ↑  LSJ s.v. λήθη.
18. ↑  Most 2018a, p. 21; Gantz, p. 10; Caldwell, p. 40 on 212–232.
19. ↑  Hard, p. 31.
20. ↑  LSJ s.v. λιμός.
21. ↑  Hard, p. 31; Gantz, p. 10.
22. ↑  Most 2018a, p. 21.
23. ↑  Caldwell, p. 40 on 212–232.
24. ↑  LSJ s.v. ἄλγος.
25. ↑  Most 2018a, p. 21; Gantz, p. 10; Caldwell, p. 40 on 212–232.
26. ↑  Hard, p. 31.
27. ↑  헤시오도스, 신통기 227.
28. ↑  LSJ s.v. ὑσμίνη.
29. ↑  Most 2018a, p. 21; Gantz, p. 10.
30. ↑  Hard, p. 31.
31. ↑  Caldwell, p. 40 on 212–232.
32. ↑  코인토스 스미르나이오스, 포스트호메리카 5.36.
33. ↑  LSJ s.v. μάχη.
34. ↑  Most 2018a, p. 21; Gantz, p. 10; Hard, p. 31.
35. ↑  Caldwell, p. 40 on 212–232.
36. ↑  LSJ s.v. φόνος.
37. ↑  Most 2018a, p. 21; Hard, p. 31; Caldwell, p. 42 on 212–232.
38. ↑  Gantz, p. 10.
39. ↑  헤시오도스, 헤라클레스의 방패 155.
40. ↑  LSJ s.v. ἀνδροκτασία.
41. ↑  Caldwell, p. 42 on 212–232
42. ↑  Hard, p. 31.
43. ↑  Gantz, p. 10
44. ↑  헤시오도스, 헤라클레스의 방패 155.
45. ↑  LSJ s.v. νεῖκος.
46. ↑  LSJ s.v. ψεῦδος.
47. ↑  Most 2018a, p. 21; Hard, p. 31; Caldwell, p. 42 on 212–232.
48. ↑  Gantz, p. 10.
49. ↑  LSJ s.v. λόγος.
50. ↑  Most 2018a, p. 21.
51. ↑  Caldwell, p. 42 on 212–232.
52. ↑  Gantz, p. 10.
53. ↑  LSJ s.v. ἀμφιλογία.
54. ↑  Most 2018a, p. 21; Caldwell, p. 42 on 212–232.
55. ↑  Gantz, p. 10.
56. ↑  LSJ s.v. δυσνομία.
57. ↑  Most 2018a, p. 21; Hard, p. 31.
58. ↑  Gantz, p. 10.
59. ↑  Caldwell, p. 42 on 212–232.
60. ↑  Siewert, s.v. Nomos.
61. ↑  LSJ s.v. ἄτη.
62. ↑  Hard, p. 31.
63. ↑  Most 2018a, p. 21.
64. ↑  Gantz, p. 10.
65. ↑  Caldwell, p. 42 on 212–232.
66. ↑  Hard, p. 31.
67. ↑  LSJ s.v. ὄρκος.
68. ↑  Hard, p. 31.
69. ↑  Hard, p. 30; Gantz, p. 9.
70. ↑  Tripp, s.v. Eris.
71. ↑  Gantz, p. 9; 호메로스, 일리아스, 24.27—30.
72. ↑  Gantz, p. 9; Proclus, Chrestomathy Cypria 1. According to 퀴프리아 fr. 1 West (compare with 에우리피데스, Orestes 1639–42, Helen 36–41) Zeus' reason for wanting the war was overpopulation, see Reeves 1966.
73. ↑  에우리피데스, Andromache 274–292, Helen 23–30, Iphigenia in Aulis 1300–1308, The Trojan Women 924–931. So also 이소크라테스, Helen 10.41.
74. ↑  Gantz, p. 9; Hyginus, Fabulae 92; compare with Apollodorus, E.3.2.
75. ↑  McCartney, p. 70; 루키아노스, Dialogues of the Sea-Gods 7 (5); compare 루키아노스, The Judgement of the Goddesses (Dialogues of the Gods 20) 1; Tzetzes, Chiliades, 5.31 (Story 24), On Lycophron 93; First Vatican Mythographer, 205 (Pepin, p. 89); Second Vatican Mythographer, 249 (Pepin, p. 197).
76. ↑  Nünlist, s.v. Eris.
77. ↑  Nünlist, s.v. Eris; 호메로스, 일리아스 5.740 (aegis), 18.535 (shield).
78. ↑  헤시오도스, 헤라클레스의 방패 154–156.
79. ↑  Brown, s.v. Eris; e.g. 호메로스, 일리아스 4.439–445, 5.517–518, 11.3–14, 11.73—74, 18.535, 20.47—48. For a discussion of the use of the word eris in the Iliad, see Nagler 1988.
80. ↑  Leaf, on Iliad 440.
81. ↑  호메로스, 일리아스 20.47—48: "그러나 올림포스 신들이 인간의 무리 한가운데로 들어섰을 때, 군대를 동원하는 강력한 불화가 솟아올랐다."
82. ↑  According to Leaf, on 440, in this passage (and elsewhere), Eris "must not be regarded as siding with either party, but as arousing alike τοὺς μέν and τοὺς δέ", nor as being a combatant.
83. ↑  호메로스, 일리아스 5.517–518.
84. ↑  Hard, p. 30.
85. ↑  호메로스, 일리아스 11.73—74.
86. ↑  호메로스, 일리아스 5.517–518.
87. ↑  헤시오도스, 일과 날 14–16.
88. ↑  West 1966, p. 231 on 228; 헤시오도스, 신통기 228.
89. ↑  Lecznar, p. 454.
90. ↑  안토니노스 리베랄리스, Metamorphoses 11.
91. ↑  Hopkinson, pp. vii–ix.
92. ↑  코인토스 스미르나이오스, 포스트호메리카 1.159, 1.180, 5.31, 6.359, 8.68, 8.186, 9.147, 10.53, 11.8.
93. ↑  코인토스 스미르나이오스, 포스트호메리카, 2.460, 6.359.
94. ↑  코인토스 스미르나이오스, 포스트호메리카, 6.359, 8.326, 9.147.
95. ↑  코인토스 스미르나이오스, 포스트호메리카 2.460, 9.324.
96. ↑  논노스, 디오니시아카 2.358–359, 5.41–42.
97. ↑  Giroux, p. 849.
98. ↑  Gantz, p. 9.
99. ↑  Gantz, p. 9; Giroux, p. 847 (Eris 3); Pausanias, 5.19.2.
100. ↑  Gantz, p. 9; Giroux, p. 847 (Eris 1); Beazley Archive 207; LIMC III-2, p. 608 (Eris 1); Digital LIMC 33843.
101. ↑  Gantz, p. 9; Giroux, p. 848 (Eris 7); Beazley Archive 215695; Perseus St. Petersburg St. 1807 (Vase); Digital LIMC 471; LIMC III-2, p. 608 (Eris 7).
102. ↑  H. J. Rose (2006). 《A Handbook of Greek Mythology, Including Its Extension to Rome》. Kessinger Publishing. ISBN 978-1-4286-4307-9.
103. ↑  Maria Tatar, 편집. (2002). 《The Annotated Classic Fairy Tales》. W. W. Norton & Company. ISBN 978-0-393-05163-6. 2007년 11월 6일에 확인함.
104. ↑  Mäkelä & Petsche, "Abstract"; Robertson, pp. 421–424; Cusack, pp. 28–30.
105. ↑  Blue, Jennifer (2006년 9월 14일). “2003 UB 313 named Eris”. 《USGS Astrogeology Research Program》. 2006년 10월 18일에 원본 문서에서 보존된 문서. 2007년 1월 3일에 확인함.
106. ↑  Robert Hoare (9 12 2019), Illustrator: Birgit E. Rhode, “Noctuinae (Insecta: Lepidoptera: Noctuidae) part 2: Nivetica, Ichneutica”, 《Fauna of New Zealand》 80, doi:10.7931/J2/FNZ.80 , 위키데이터 Q94481265